# Thomas Newport (1er baron Torrington)
Thomas Newport (ch.1655-27 mai 1719) est un avocat anglais et homme politique whig qui siège à la Chambre des communes  entre 1695 et 1716 lorsqu'il est élevé à la Pairie en tant que baron Torrington.

## Jeunesse
Né à High Ercall, Newport est le cinquième et deuxième fils survivant de Francis Newport (1er comte de Bradford) et de son épouse Lady Diana Russell, fille de Francis Russell (4e comte de Bedford) . Il s'est inscrit à Christ Church, Oxford le 21 mai 1672, âgé de 17 ans et est admis au barreau à Inner Temple en 1678 . Il est devenu un lecteur d'Inner Temple en 1700.

## Carrière politique
Aux élections générales de 1695, Newport est élu en tant que député de Ludlow et est également devenu citoyen de Ludlow. Lors des élections générales de 1698, il est initialement battu à Ludlow, mais pétitionne et siège le 1er mars 1699. En 1699, il est nommé au poste de commissaire des douanes qu'il occupe jusqu'en 1712 . Aux élections générales de janvier 1701, Newport est élu député de Winchelsea, mais des irrégularités dans le scrutin conduisent à emprisonner le maire et à annuler les élections le 27 février 1701. Il ne se présente pas aux élections de novembre 1701.
Aux élections générales de 1715, il est réélu sans opposition en tant que député de (Much) Wenlock sous le patronage de son frère, Lord Bradford . Toujours en 1715, il est nommé Lord du Trésor et occupe ce poste jusqu'en 1718 . Il quitte son siège à Wenlock en 1716, quand il est élevé à la pairie de Grande-Bretagne en tant que baron Torrington, de Torrington, dans le comté de Devon le 20 juin. Il prête serment au Conseil privé de Grande-Bretagne le 30 mars 1717 . À partir de mars 1718, il est l'un des quatre caissiers de l'Échiquier jusqu'à sa mort en 1719.

## Mort et héritage
Torrington est décédé le 27 mai 1719 et est enterré à Wroxeter. Il s'est marié trois fois. Sa première épouse est Lucy Atkyns, fille de Sir Edward Atkyns (en) . Après sa mort en 1696, il épouse Penelope Mary Bridgeman, fille de Sir Orlando Bridgeman (1er baronnet de Ridley) à Chelsea, Londres le 22 juillet 1700 . Elle meurt seulement cinq ans plus tard et il épouse en troisièmes noces Anne Pierrepont, fille de Robert Pierrepont le 8 juillet 1709 . Il n'a aucun enfant, et à sa mort, la baronnie s'éteint . Il laisse sa collection de peintures à son frère, Lord Bradford .